# تدی سیرس
تدی سیرس (انگلیسی: Teddy Sears؛ زادهٔ ۶ آوریل ۱۹۷۷) یک هنرپیشه اهل ایالات متحده آمریکا است. وی از سال ۲۰۰۱ میلادی تاکنون مشغول فعالیت بوده‌است. از جمله فیلم های او می توان به منحنی، ۹ جان و سگ آتش‌نشانی اشاره کرد. بیشتر شهرت تدی سیرس از ایفای نقش زوم در سریال فلش است.